# Craigie Point
Der Craigie Point ist eine Landspitze an der Nordküste Südgeorgiens. Er markiert die Südostseite der Einfahrt zur Right Whale Bay und gleichzeitig die östliche Begrenzung der Einfahrt zur Barber Cove.
Der Name der Landspitze ist seit etwa dem Jahr 1912 etabliert und leitet sich vom schottischen craig für Fels ab.